# 懷斯曼 (阿肯色州)
懷斯曼（英語：Wiseman）是位於美國阿肯色州伊澤德縣的一個非建制地區。該地的面積和人口皆未知。

## 地理
懷斯曼的座標為36°14′04″N 91°48′56″W / 36.23444°N 91.81556°W，而該地的平均海拔高度為190米（即620英尺）。